# Dãy khớp

Minh họa cho dãy khớp các nhóm sử dụng sơ đồ Euler.

Trong đại số đồng điều, một dãy khớp là một dãy các đồng cấu môđun (nhóm) sao cho tập ảnh của đồng cấu này bằng với tập nhân của đồng cấu kế tiếp.

## Định nghĩa[1]
Một dãy các đồng cấu {\displaystyle R}-môđun (nhóm)
{\displaystyle \cdots \xrightarrow {f_{i-1}} A_{i-1}\xrightarrow {f_{i}} A_{i}\xrightarrow {f_{i+1}} A_{i+1}\xrightarrow {f_{i+2}} \cdots }
được gọi là khớp tại {\displaystyle A_{i}} nếu {\displaystyle \operatorname {Im} f_{i}=\ker f_{i+1}}. Dãy khớp trên được gọi là khớp nếu nó khớp tại {\displaystyle A_{i}} với mọi {\displaystyle i\in \mathbb {N} }. Nếu chỉ có hữu hạn các {\displaystyle A_{i}\neq 0} thì ta nói dãy khớp trên là hữu hạn, ngược lại ta nói dãy khớp là vô hạn.
Xét riêng phạm trù các {\displaystyle R}-môđun, ta nói dãy chẻ ra tại {\displaystyle A_{i}} nếu {\displaystyle \operatorname {Im} f_{i}} là một hạng tử trực tiếp của {\displaystyle A_{i}}, tức tồn tại môđun con {\displaystyle B} của {\displaystyle A_{i}} sao cho {\displaystyle A_{i}=\operatorname {Im} f_{i}\oplus B}.
Mặc dù dãy khớp trên nhóm và môđun có thể định nghĩa tương tự nhau nhưng tính chất của chúng rất khác nhau vì phạm trù các nhóm không phải là một phạm trù aben. Điển hình là bổ đề chẻ đưa ra điều kiện tương đương cho tính chẻ của dãy khớp ngắn chỉ đúng trên phạm trù aben.

### Dãy khớp ngắn
Một dãy khớp có dạng như sau được gọi là dãy khớp ngắn
{\displaystyle 0\to A\;\xrightarrow {f} \;B\;\xrightarrow {g} \;C\to 0,}
trong đó ta hiểu bên trái và bên phải dãy khớp trải dài vô tận các môđun (nhóm) tầm thường. Trong trường hợp này ta có thể thấy dãy là khớp khi và chỉ khi
1. Dãy khớp tại {\displaystyle B.}
2. {\displaystyle f} là đơn cấu.
3. {\displaystyle g} là toàn cấu.

Một cách trực quan ta có thể hiểu dãy khớp này mô tả quan hệ {\displaystyle A} nhúng vào {\displaystyle B} và {\displaystyle C} là thương của {\displaystyle B} trên {\displaystyle A}. Điều này là do Định lý đẳng cấu thứ nhất và tính khớp tại {\displaystyle B}
{\displaystyle C\cong B/\ker g=B/\operatorname {Im} f\cong B/A.}

### Dãy khớp dài
Một dãy khớp tổng quát thông thường được gọi là một dãy khớp dài nhằm phân biệt với dãy khớp ngắn. Tuy nhiên ta hoàn toàn có thể coi một dãy khớp dài là sự liên kết của nhiều dãy khớp ngắn lại với nhau. Để thấy được điều này, xét dãy khớp dài sau
{\displaystyle \cdots \xrightarrow {f_{i-1}} A_{i-1}\xrightarrow {f_{i}} A_{i}\xrightarrow {f_{i+1}} A_{i+1}\xrightarrow {f_{i+2}} \cdots }
Đặt {\displaystyle K_{i}=\operatorname {Im} f_{i}=\ker f_{i+1}}. Để ý rằng
{\displaystyle K_{i+1}=\operatorname {Im} f_{i+1}\cong A_{i}/\ker f_{i+1}=A_{i}/K_{i}}.
Vậy tại mỗi vị trí {\displaystyle i\in \mathbb {N} } trong dãy, ta có một dãy khớp ngắn
{\displaystyle 0\to K_{i}\to A_{i}\to K_{i+1}\to 0}.
Gắn các dãy khớp ngắn đó vào lại dãy khớp dài ban đầu, ta được sơ đồ giao hoán sau:
Ngược lại, cho trước các dãy khớp ngắn như trên, khi đó chúng hoàn toàn xác định một dãy khớp dài với đồng cấu {\displaystyle f_{i+1}} là hợp nối ánh xạ {\displaystyle A_{i}\to K_{i+1}\to A_{i+1}}. Tính khớp lúc này dễ dàng được thỏa mãn.